# Ріп'янка
Ріп'я́нка — село в Україні, у Калуській міській громаді Калуського району Івано-Франківської області. До 2020 року — адміністративний центр Ріп'янської сільської ради, а нині Ріп'янка — центр Ріп'янського старостинського округу. Населення становить 615 осіб.  

## Географія
Село Ріп'янка розташоване по обидва береги річки Луква, правої притоки Дністра та за 16 км від районного центру і за 27 км від обласного центру. Межує з селами Мисловим та Яворівкою. За 8 км знаходиться найближча залізнична станція Боднарів.
Вулиці
У Ріп'янці налічується 3 вулиці.
- Зарічна (колишня 1 Травня)[8]
- Івасюка Володимира
- Франка Івана

## Населення
Станом на 1 січня 1939 року в селі мешкало 810 осіб. На початку 1970-х років — 751 особа. За даними всеукраїнського перепису населення 2001 року у селі мешкало 702 особи. Станом на 1 січня 2021 року — 615 осіб.
Мова
Розподіл населення за рідною мовою за даними перепису 2001 року був наступним:
| українська | 702 | 100,00 |

## Історія
Місцевість, де нині розташовано село Ріп'янка, заселялася людьми здавна. Про це свідчать виявлені поблизу населеного пункту крем'яні знаряддя праці доби бронзи. Вони датуються кінцем III — початком І-го тисячоліття до нашої ери.

### Перші згадки
Стосовно першої письмової згадки про село, то серед науковців і краєзнавців є різні твердження. Так, Петро Сіреджук у праці «Першовитоки Прикарпаття» стверджує, що  Ріп'янка вперше згадується в 1627 році. Водночас Роман Процак датує першу письмову згадку про село 1629 роком, а професор В. Грабовецький — 1631 роком, посилаючись на літопис, в якому говориться, що «року Божого 1631 орда Менглі-Гірея спалила Тисменицю, Галич і села на південь від Калуша — до річки Лімниці. Потерпіли Боднарів, Вістова, Мислів і Ріп'янка…». 
Жителі села брали участь у народному повстанні 1648 року. Ріп'янська церква святого Миколая згадується 1684 року в реєстрі катедратика (столового податку). 
Село з корчмою згадується в люстрації 1765 року. 

### Під Австрією
В «Йосифінській метриці» за 1787 рік сказано, що в селі є церква Святого Миколая (збудована у 1738 році), млин, тартак, дві корчми, склеп харчовий. З 1848 року в селі діє школа.  У 1880 році було 499 жителів у селі та 21 на прилеглій території (476 греко-католиків, 30 римо-католиків і 12 юдеїв; 487 українців, 28 поляків, 5 німців), церква (парафія знаходилась у селі, до неї були також приписані села Мислів та Яворівка), школа. 7 листопада 1911 року заснована читальня «Просвіти». Австрійська армія конфіскувала у серпні 1916 року у ріп'янській церкві 5 дзвонів діаметром 65, 45, 35, 26 та 15 см, виготовлених у 1895 році. Після війни польська влада отримала від Австрії компенсацію за дзвони, але громаді села грошей не перерахувала.

### Під Польщею
У 1919 році Галичина знову опинилася під польською окупацією. Введено нові порядки, нові реформи, зокрема, місцева двокласова школа стала утраквістичною (двомовною), де українській мові залишалася лише одна година на тиждень. Такою відмовою землякам від української мови себе зганьбив себе тодішній сільський війт. Село належало до Підмихалівської гміни Калуського повіту. У 1929 році збудовано нове шкільне приміщення. Станом на 1933 рік у школі навчалося 127 дітей, у 1938 році — 152 дитини. У селі функціонувала читальня «Просвіти» (при якій створено чоловічий хор під керуванням Костя Новицького), кружок «Рідної школи», осередок «Союзу Українок», кооперативні спілки «Єдність» та «Споживча спілка», продуктова крамниця, пилорама, корчма і млин. За відзначення членами «Просвіти» 20-ї річниці ЗУНР Калуське повітове староство ледь не заборонило діяльність осередку.
У 1939 році в селі мешкало 810 осіб (765 українців, 15 поляків, 25 латинників і 5 інших національностей). Село належало до Підмихалівської гміни Калуського повіту Станиславівського воєводства.

### Друга світова війна
У 1939 році українців мобілізовано до польського війська і кинуто під гусениці німецьких танків. Тим часом у Західну Україну прийшла Червона армія і наступні два роки проводилася «радянізація», зупинена приходом мадярів, а за ними — німців. 
Війтом села у 1941—1944 роках був Іван Мельник (Маринин), який після повернення «совітів» був заарештований і загинув у концтаборі. 
У листопаді 1941 року нацисти запровадили так званий «баундінст» — обов'язкові трудові табори, де кожна фізично здорова особа чоловічої статі повинна відпрацювати один місяць, а якщо мав порушення, то термін могли продовжити й до шести місяців, або відсилали до концтабору чи на роботи в Німеччину. На вимогу влади війт Іван Мельник змушений був надати списки ріп'янських хлопців 1922—1923 років народження. їх відправили на комісію до Калуша, а звідти, фізично здорових, — до трудових таборів. З ріп'янчан у «баундінстах» працювали: Михайло Андрухів, Петро Якимів, Дмитро Артемович, Михайло Михайлюк, Петро Данів та інші. Окремі з них працювали на відбудові зруйнованого мосту через річку Лімницю у Вістовій, інші — у Брошневі на деревообробному комбінаті. Окупанти розпочали добровільно-примусові вивезення працездатного населення на роботи до Німеччини та в окуповані ними країни Західної Європи. Так, з села Ріп'янка на примусові роботи були вивезені Осафат Дзундза, Микола Дзундза, Дмитро Іванишин, Василь Дзундза, Анна Борецька та інші. Опір окупантам вилився у створення Української Народної Самооборони, на базі якої надалі організована УПА.

### Народна війна
27 липня 1944 року село було захоплено радянськими військами. Відразу, як і на початку війни, розпочалася примусова мобілізація до лав Червоної армії. З села до радянської армії (в червні 1941 року та в серпні-вересні 1944 року) були мобілізовані й загинули:
- Бедрій Іван Федорович (1912—12 лютого 1945) — рядовий, загинув у бою та похований на висоті «Безіменна» в районі міста Кросно, Польща.
- Боднар Василь Андрійович (1917—20 грудня 1943) — рядовий, мобілізований у 1940 році, загинув та похований у селі Горяне, Городоцького району Вітебської області, Білорусь.
- Боднар Микола Іванович (1905—жовтень 1944) — рядовий, пропав безвісти.
- Дзундза Михайло Савич (1912—19 листопада 1944) — рядовий, пропав безвісти.
- Іванишин Олексій Олексійович (1917—жовтень 1944) — рядовий, пропав безвісти.
- Іваськів Микола Романович (1912—10 липня 1941) — рядовий, мобілізований у червні 1941 року, помер від ран. Похований у селі Івахнівці, Кам'янець-Подільського району, Хмельницької області.
- Смук Микола Олексійович (19??—…) — рядовий, мобілізований у червні 1941 року, пропав безвісти.
- Смук Олексій Олексійович (1919—18 лютого 1945) — рядовий, пропав безвісти.
- Шумський Андрій Васильович (1917—жовтень 1944) — рядовий, мобілізований у 1941 році, пропав безвісти.
- Яковишин Йосип Іванович (1922—27 лютого 1945) — рядовий, помер від ран та похований у місті Бельсько-Бяла, Сілезьке воєводство, Польща.

УПА почала боротьбу й проти нових окупантів. 27 листопада 1944 року в селі Ріп'янка Калуського району пройшла «велика облава» чекістів. Село було оточене великою кількістю військ НКВС. Це був запланований арешт багатьох жителів Ріп'янки — прихильників ОУН-УПА. Того дня були заарештовані: Ганна Боднар, Михайло Бялик, Пелагея Круковська, Іван Луцький, Анастасія Лешко, Михайло Мельник та інші жителі села.
6 січня 1945 року курінь командира Різуна ліквідував у с. Ріп'янці більшовицьку залогу, загинуло 120 чекістів. 21 грудня відбувся бій на полі між Ріп'янкою та Яворівкою відділу УПА та облавниками з Калуша. Повстанцями здобуто трофеї — кріси та військову уніформу.
У січні 1946 року для боротьби з УПА в кожному селі був розміщений гарнізон НКВС. Так, у Ріп'янці був гарнізон чисельністю 300 осіб (допоміжні гарнізони: у Калуші — 1300, у Мислові — 46, в Яворівці — 300 осіб і т. д.). У 1946 році на околиці села Ріп'янка відбувся бій між двома чотами куреня «Дзвони» та облавниками з калуського гарнізону НКВС.
У травні 1949 року повстанці двічі нищили телефонні лінії сільських рад в селах Ріп'янка, Тужилів, Добровляни та Кропивник Калуського району. 25 лютого 1950 року збройною боївкою повстанців знищені списки виборців, розбито телефонний апарат та скло у вікнах сільради.
До середини 1950-х років на території Прикарпаття тривав збройний опір більшовицькому режиму. У цій боротьбі безпосередньо брала участь значна частина населення. Багато із них загинули в боях з військами НКВС, а ще більше зазнали репресій, як члени сімей учасників збройного руху. У той час загинули:
- Боднар Василь Павлович (псевдо: «Старий»; 1894—1947) — зв'язковий УПА. Загинув під час облави у селі Ріп'янка.
- Боднар Дмитро Миколайович (псевдо: «Горобець»; 1926—1943) — стрілець Української Народної Самооборони, розстріляний ковпаківцями поблизу села Ріп'янка.
- Боднар Михайло Іванович (псевдо: «Бадьо»; 1913—1950) — стрілець УПА, загинув поблизу села Ріп'янка.
- Бялик Василь Миколайович (псевдо: «Данко»; 1913—1 листопада 1944) — стрілець куреня УПА «Гамалії», загинув у Чорному лісі.
- Дзундза Василь Васильович (псевдо: «Стріла»; 1911—1944) — стрілець куреня УПА «Гамалії», загинув поблизу села Грабівка.
- Калиній Михайло Юрійович (псевдо: «Дуб», «Смолоскип»; 1910, с. Сваричів, нині — Калуський район — 9 лютого 1950 — провідник Калуського районного проводу ОУН. Загинув під час облави поблизу села Ріп'янка.
- Криса Володимир (псевдо: «Гордієнко»; 1923, с. Залуква, нині — Івано-Франківський район — жовтень 1945) — провідник Юнацтва ОУН Калущини (1944—1945). Загинув під час облави поблизу села Ріп'янка.
- Круковський Михайло Васильович (псевдо: «Юнець»; 1930—8 січня 1950) — стрілець боївки Служби безпеки, загинув у бою поблизу села Ріп'янка.
- Новицький Дмитро Юрійович (псевдо: «Карпо»; 1912—1948) — провідник Калуського або Перегінського районного проводу ОУН, загинув селі Середній Угринів.
- Сисак Дмитро (псевдо: «Явір»; 1913—1 листопада 1944) — стрілець куреня УПА «Гамалії», загинув під час облави в Чорному лісі.

За приналежність та зв'язки з ОУН та УПА радянськими каральними органами до позбавлення волі було засуджено більше 30 мешканців Ріп'янки, серед них:
- Боднар Ганна Василівна (псевдо: «Нуся»; нар. 1921) — заарештована 27 листопада 1944 року за зв'язки з УПА та 23 лютого 1945 року засуджена на 15 років ВТТ і 5 років позбавлення громадянських прав. Реабілітована 31 липня 1994 року.
- Боднар Михайло Андрійович (псевдо: «Комар»; нар. 1928) — заарештований 27 листопада 1944 року за приналежність до УПА та засуджений на 10 років ВТТ. Реабілітований 4 листопада 1991 року.
- Боднар Михайло Якимович (псевдо: «Дід»; нар. 1899) — заарештований 27 листопада 1944 року за зв'язки з УПА та 8 лютого 1945 року засуджений на 10 років ВТТ. Подальша доля невідома.
- Бялик Михайло Миколайович (нар. 1928) — заарештований 27 листопада 1944 року за зв'язки з ОУН та 23 лютого 1945 року засуджений на 10 років ВТТ. Реабілітований 31 липня 1991 року.
- Гулимчук Мар'ян Васильович (нар. 1931) — заарештований 25 червня 1951 року за зв'язки з УПА та 26 серпня 1952 року засуджений на 25 років ВТТ. Реабілітований 1 січня 1993 року.
- Дзундза Іван (1926—1959) — заарештований 1950 року за зв'язки з УПА, виселений у 1951 року до Томської області. Звільнений у 1959 року. Загинув трагічно по поверненню додому.
- Дзундза Микола Миколайович (псевдо: «Граб»; нар. 1915) — заарештований 20 листопада 1944 року за приналежність до УПА та 23 лютого 1945 року засуджений на 15 років ВТТ. Загинув у концтаборі. Місце поховання невідоме. Реабілітований 26 липня 1991 року.
- Дзундза Параска Миколаївна (псевдо: «Надія»; нар. 1924) — заарештована 2 грудня 1944 року за зв'язки з ОУН та засуджена на 10 років ВТТ. Реабілітована 27 квітня 1989 року.
- Іванишин Йосип Юрійович (нар. 1899) — заарештований 13 лютого 1946 року за зв'язки з ОУН та 7 червня 1946 року засуджений на 10 років ВТТ. Реабілітований 22 листопада 1993 року.
- Іваськів Іван Іванович (псевдо: «Боян»; нар. 1903) — заарештований заарештований 20 квітня 1946 року за зв'язки з ОУН та 17 травня 1946 року засуджений на 10 років ВТТ. Реабілітований 9 листопада 1993 року.
- Іваськів Михайло Васильович (псевдо: «Вовк»; нар. 1919) — заарештований 19 листопада 1944 року за приналежність до УПА та 23 лютого 1945 року засуджений на 10 років ВТТ. Загинув у колонії. Реабілітований 4 вересня 1991 року.
- Каблак Марія Олексіївна (псевдо: «Мотря»; нар. 1927) — заарештована за зв'язки з ОУН та 23 лютого 1945 року засуджена на 15 років ВТТ. Реабілітована 31 липня 1991 року.
- Каблак Михайло Петрович (нар. 1901) — заарештований 19 жовтня 1950 року за зв'язки з ОУН та 8 лютого 1951 року засуджений на 25 років ВТТ. Реабілітований 27 вересня 1992 року.
- Каблак Роман Федорович (нар. 1893) — заарештований 13 лютого 1946 року за зв'язки з ОУН та 7 червня 1946 року засуджений на 10 років ВТТ. Реабілітований 21 жовтня 1993 року.
- Круковська Палагея Йосипівна (нар. 1927) — заарештована 27 листопада 1944 року за зв'язки з УПА та 23 лютого 1945 року засуджена на 15 років ВТТ. Реабілітована 31 липня 1991 року.
- Круковський Дмитро Йосипович (нар. 1930) — заарештований 25 червня 1951 року за зв'язки з ОУН та 26 серпня 1952 року засуджений на 25 років ВТТ. Реабілітований 10 січня 1993 року.
- Лавринів Іван Іванович (нар. 1903) — заарештований 28 березня 1946 року за зв'язки з ОУН та 30 червня 1946 року засуджений на 10 років ВТТ. Реабілітований 13 лютого 1992 року.
- Лешко Анастасія Миколаївна (нар. 1901) — заарештована 27 листопада 1944 року за допомогу УПА та 23 лютого 1945 року засуджена на 15 років ВТТ. Реабілітована 31 липня 1991 року.
- Луцький Іван Гнатович (псевдо: «Дуб»; нар. 1915) — заарештований 27 листопада 1944 року за приналежність до УПА та 23 лютого 1945 року засуджений на 10 років ВТТ. Реабілітований 4 вересня 1991 року.
- Мельник Володимир Михайлович (нар. 1929, Ріп'янка, мешкав у Городенці) — заарештований 14 липня 1951 року за приналежність до ОУН та 26 серпня 1952 року засуджений на 25 років ВТТ. Реабілітований 4 листопада 1992 року.
- Мельник Ганна Дмитрівна (псевдо: «Олюся»; нар. 1926) — заарештована 6 листопада 1945 року за приналежність до ОУН та 27 лютого 1946 року засуджена на 10 років ВТТ. Реабілітована 13 березня 1992 року.
- Мельник Микола Іванович (псевдо: «Скорий»; нар. 1913) — заарештований 26 липня 1945 року за приналежність до ОУН та засуджений на 20 років ВТТ. Реабілітований 3 листопада 1992 року.
- Мельник Михайло Антонович (псевдо: «Охота»; нар. 1901) — заарештований 20 листопада 1944 року за приналежність до УПА та 23 лютого 1945 року засуджена на 20 років ВТТ. Реабілітований 4 вересня 1991 року.
- Мельник Михайло Семенович (нар. 1897) — заарештований 27 листопада 1944 року за зв'язки з УПА та 8 лютого 1945 року засуджений до ВТТ. Загинув 13 квітня 1945 року. Місце поховання невідоме.
- Михайлів Пелагея Миколаївна (псевдо: «Ластівка»; нар. 1926) — заарештована 27 листопада 1944 року за приналежність до УПА та 23 лютого 1945 року засуджена на 15 років ВТТ. Реабілітована 31 липня 1991 року.
- Рижак Микола Юстинович (псевдо: «Левко»; нар. 1903) — заарештований 27 листопада 1944 року за приналежність до УПА та 23 лютого 1945 року засуджений на 20 років ВТТ. Реабілітований 4 вересня 1991 року.
- Смук Микола Олексійович (псевдо: «Осика»; нар. 1908) — заарештований 27 листопада 1944 року за приналежність до УПА та 23 лютого 1945 року засуджений на 10 років ВТТ. Реабілітований 4 вересня 1991 року.
- Суслик Євдокія Пилипівна (нар. 1907) — заарештована 17 жовтня 1945 року за приналежність до ОУН та 18 травня 1946 року засуджена на 10 років ВТТ. Реабілітована 9 серпня 1996 року.
- Яковишин Антон Іванович (псевдо: «Дуб»; нар. 1925) — заарештований 5 травня 1951 року за приналежність до УПА, а 20 липня 1951 року засуджений на 25 років ВТТ. Реабілітований 12 листопада 1993 року.
- Яремій Іван Григорович (псевдо: «Їжак»; нар. 1899, Ріп'янка, мешкав у селі Битків, Надвірнянського району) — заарештований 31 жовтня 1948 року за зв'язки з ОУН та 27 квітня 1949 року засуджений на 10 років ВТТ. Реабілітований 22 червня 1994 року.

### Радянське життя
26 червня 1950 року в селі примусово утворений колгосп, який отримав назву «8 березня». Першим головою колгоспу був Мельник С. М. 19 серпня 1950 року рішенням Калуського райвиконкому № 303 затверджено утворення колгоспу, куди загнали 153 селянські господарства. 26 лютого 1951 року райвиконком прийняв рішенням № 74 про виселення мешканців села у південні області, звідки з часом більшість повернулися.
29 травня 1959 року помер отець Юліан Бачинський, який був сільським парохом з 1927 року. 
У 1963—1996 роках сільськогосподарські землі села Ріп'янки належали радгоспу «Калуський», що спеціалізувався на тваринництві. У 1976 році збудоване сучасне приміщення школи.
У 1980-х роках запрошені художники таємно реставрували церкву. Малярів закривали у храмі, а люди по черзі приносили їм їжу. Районна влада хотіла влаштувати замість церкви музей, але люди не дали цього зробити. Коли у 1989 році вийшла з підпілля УГКЦ, селяни домоглися повернення церкви греко-католицькій громаді.

### Сучасність
Замість радгоспу утворена колективна селянська спілка «Луква» (01.03.1996—08.06.2000); яку змінило Товариство з обмеженою відповідальністю «Луква» (08.06.2000-?). 
Від 2009 року Ріп'янська загальноосвітня школа I—II ступенів стала середньою загальноосвітньою школою I—III ступенів, тобто старшою школою, яка забезпечує повну загальну середню освіту. У приміщенні школи наново перекрито дах та проведені внутрішні і зовнішні ремонтні роботи. У 2013 році за проєктом ГО «Майбутнє Прикарпаття» проведено капітальний ремонт системи опалення у Ріп'янській школі. Нині — Ріп'янський ліцей Калуської міської ради Івано-Франківської області.

## Соціальна сфера
- Церква святого Миколая (храмове свято 6 грудня) збудована 1838 року, пам'ятка архітектури місцевого значення під охоронним № 780[19][20].
- Народний дім на 120 місць.
- Ріп'янська загальноосвітня школа I—III ступенів на 320 місць[21].
- ФАП.

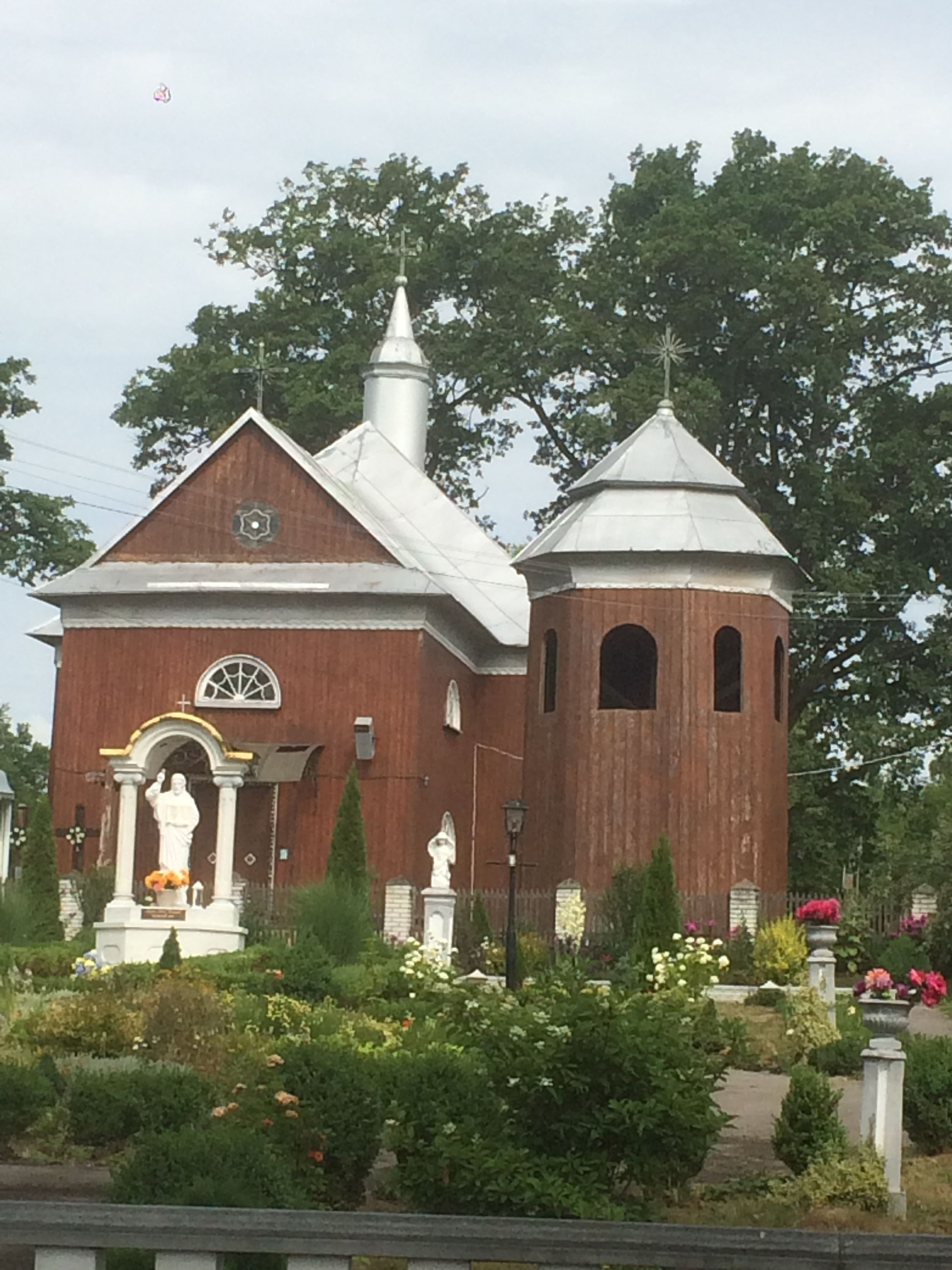
Церква святого Миколая
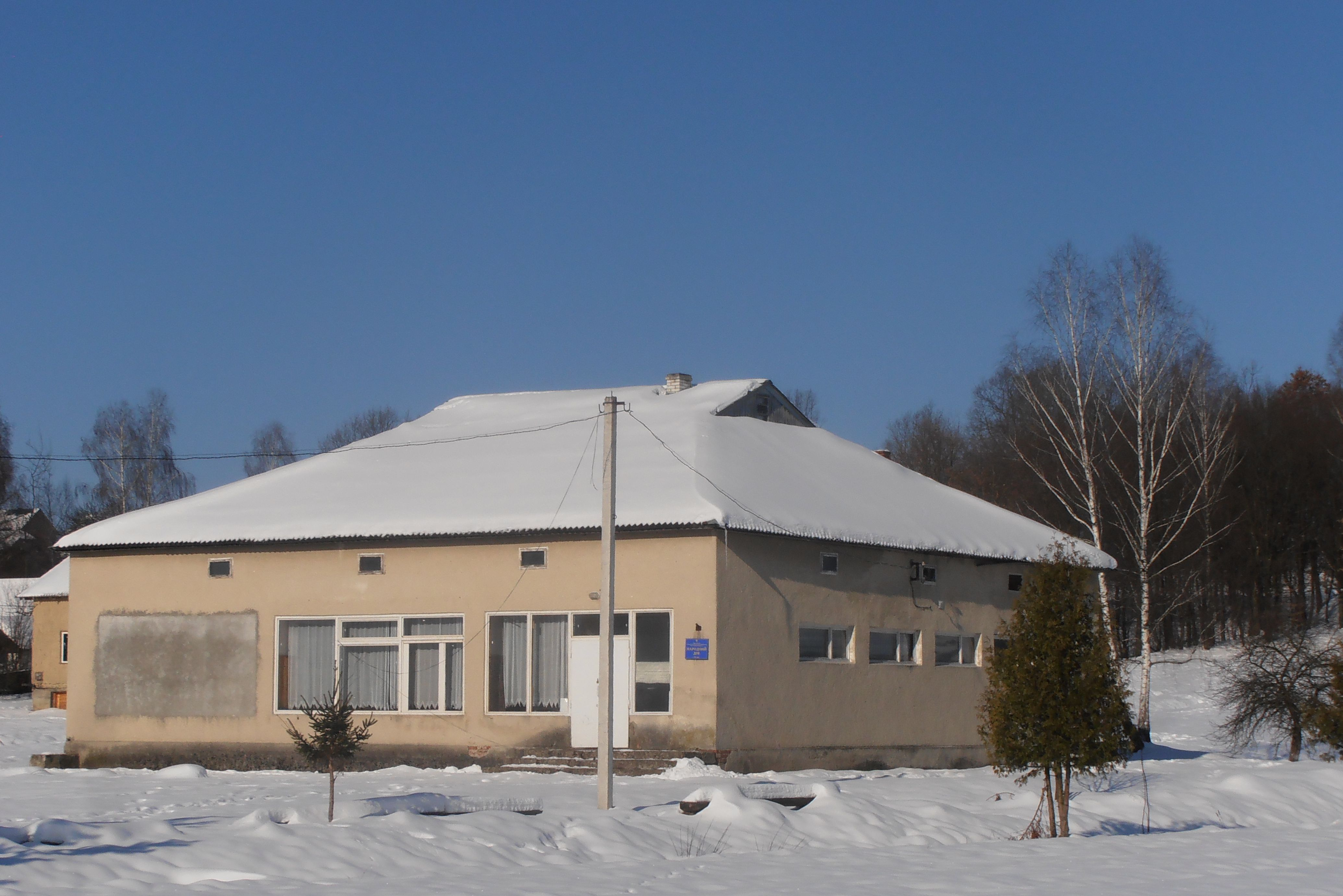
Народний дім
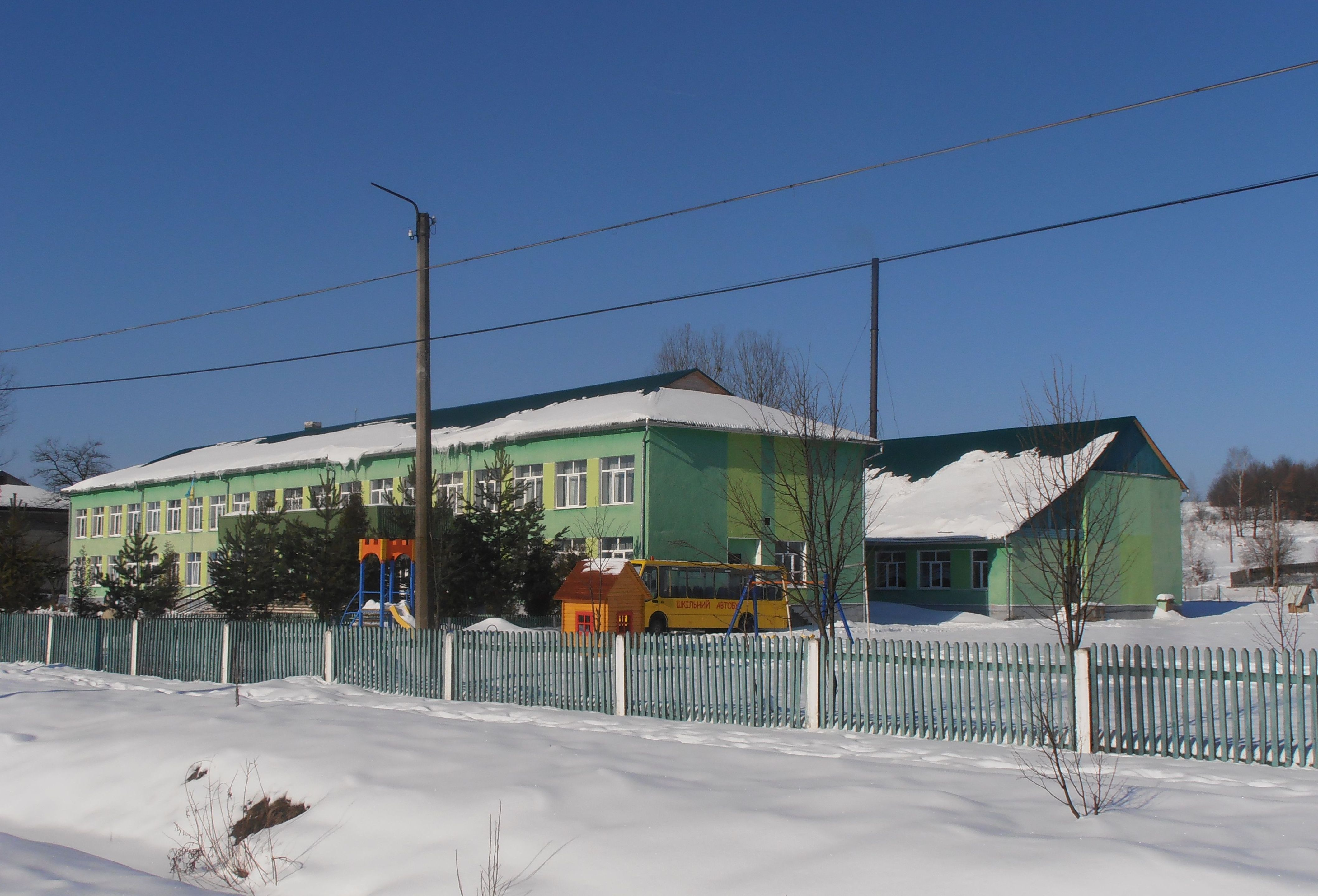
Школа
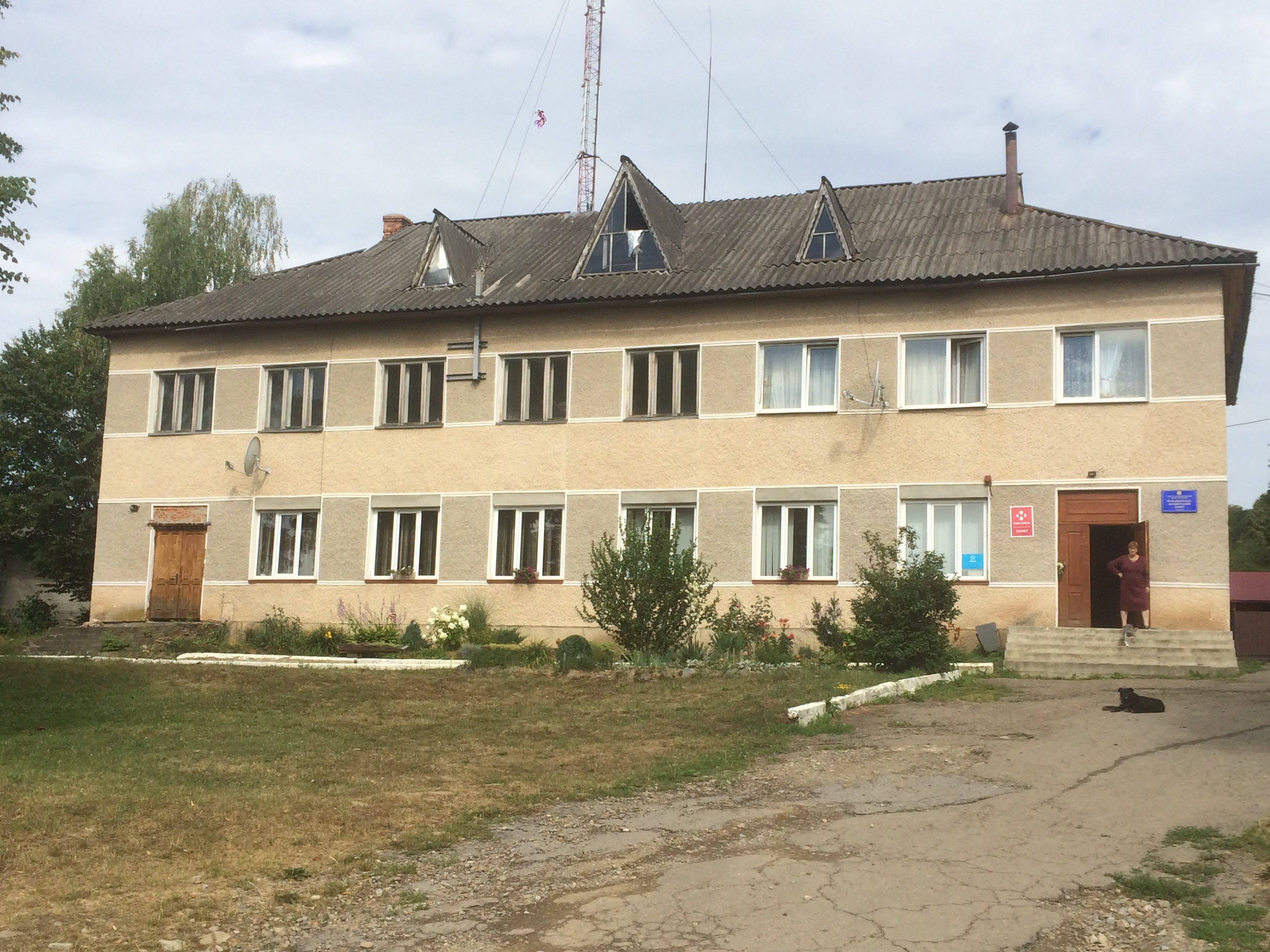
Фельдшерсько-акушерський пункт
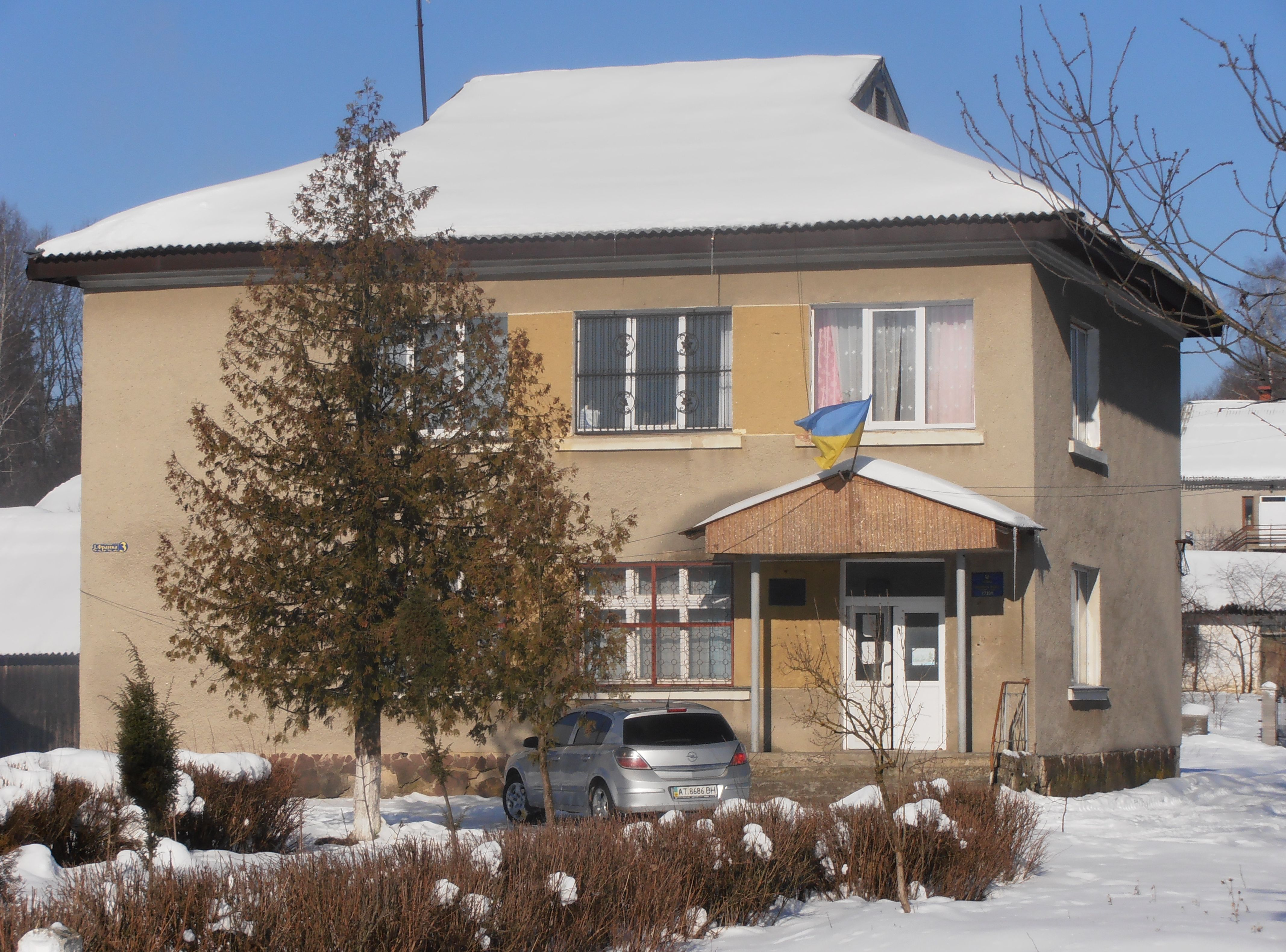
Будівля сільської ради
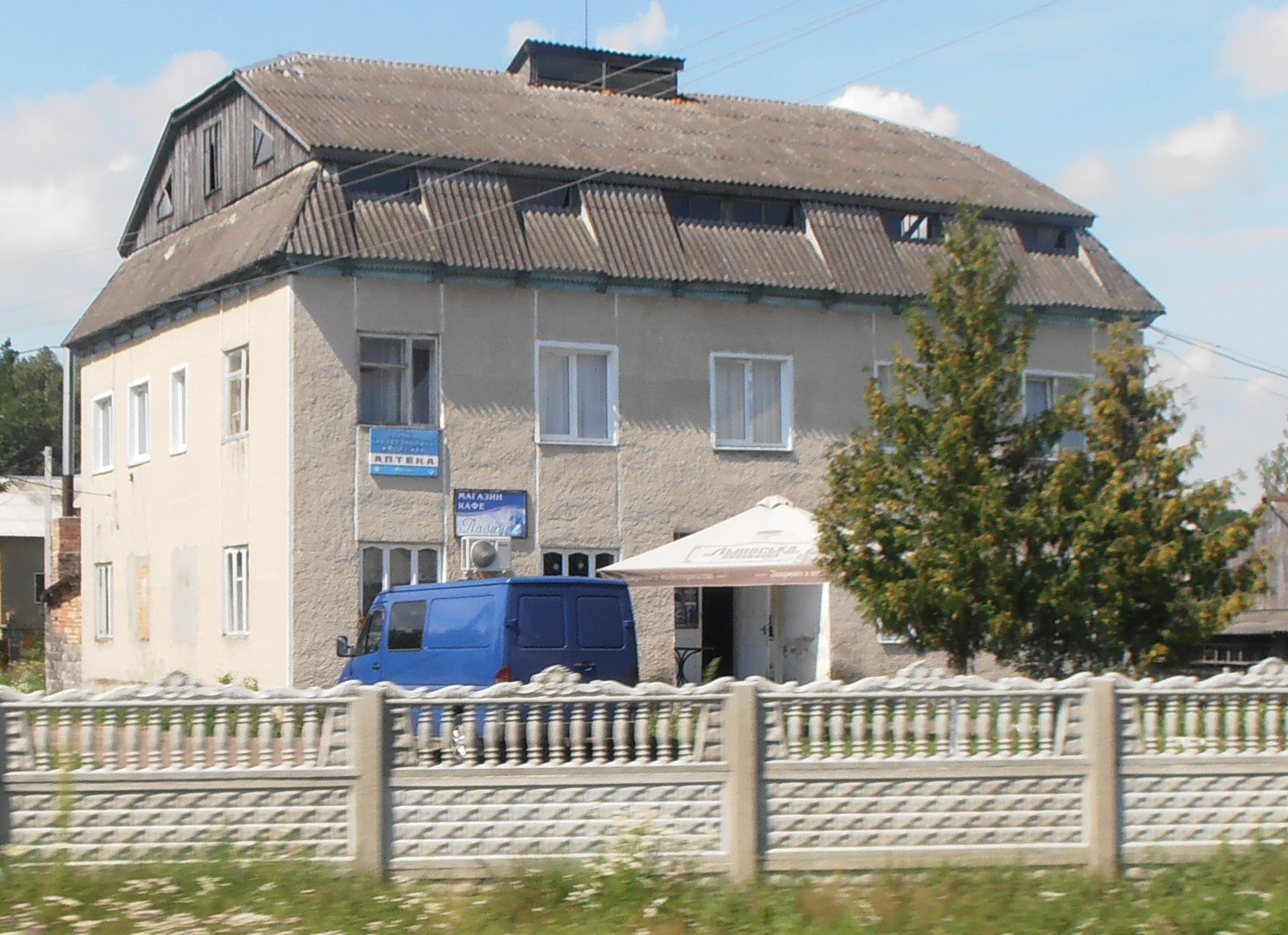
Аптека
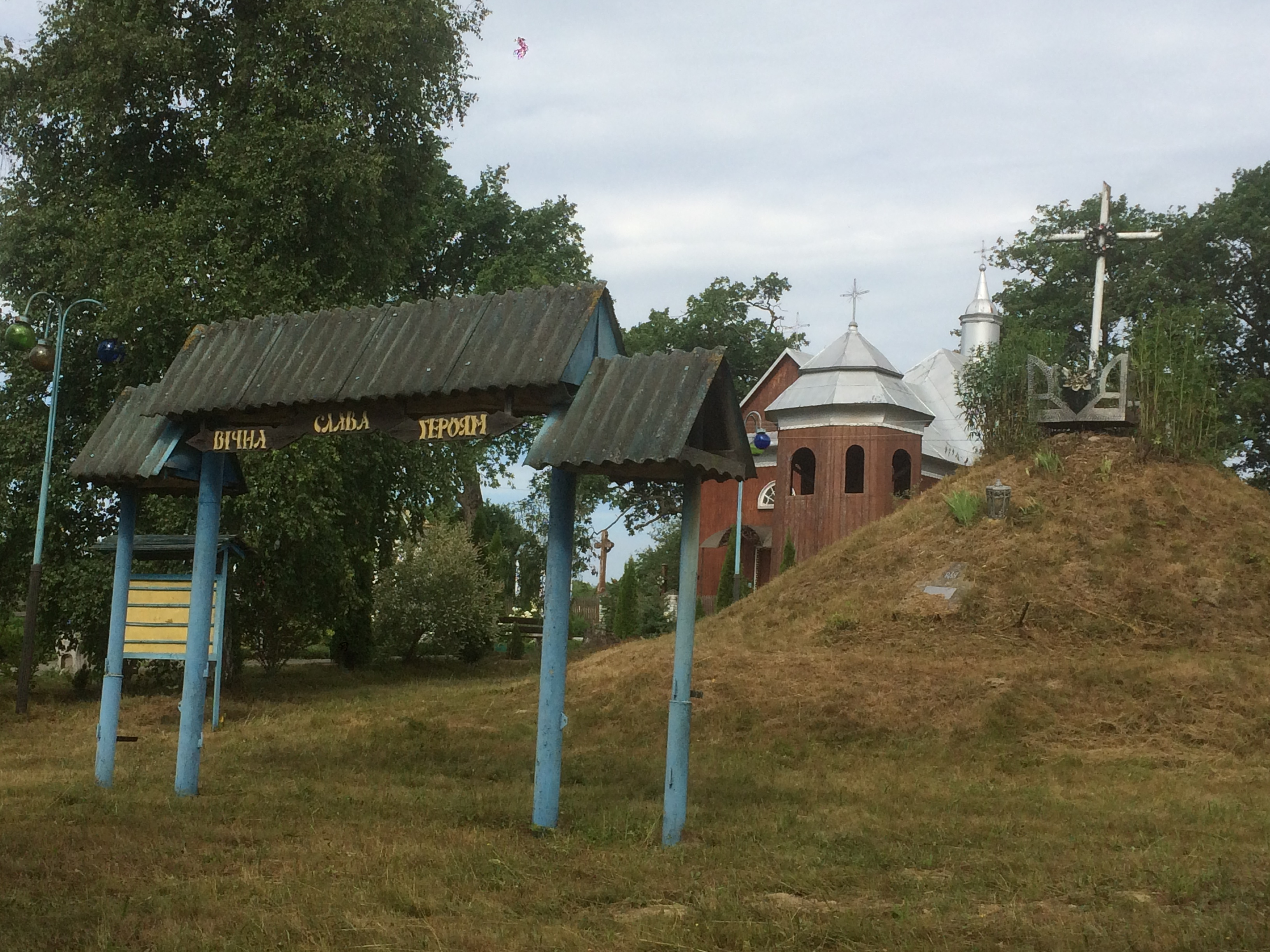
Символічна могила-курган борцям за волю України

## Інфраструктура
На території громади зареєстрований 1 фермер. Функціонують 9 торговельних точок, які забезпечують продуктами населення сіл Ріп'янського старостинського округу.
Транспортні перевезення здійснює 2 підприємці. Автобусні зупинки у селах Мислова та Ріп'янка впорядковані, у селі Яворівка дві зупинки потребують ремонту.

## Відомі люди
- Турула Павло — член-засновник УГВР, керівний член ОУН, науковець і громадський діяч.
- Боднар Василь Федорович — український військовик, солдат Збройних сил України, учасник російсько-української війни, герой Євромайдану, загинув 27 вересня 2014 року під час оборони міста Щастя у складі добровольчого батальйону «Айдар»[22]. Пам'ять про Василя Боднара увічнили пам'ятною таблицею з горельєфом героя, яка встановлена на фасаді Ріп'янецької школи та 29 грудня 2014 року була урочисто відкрита. Автор таблиці скульптор Ігор Семак[23]. У 2016 році пам'ятник загиблому бійцю у зоні АТО Василю Боднару, освячено на цвинтарі у селі Ріп'янка.